# Jack Scantlin
Jack Scantlin est un inventeur et entrepreneur américain du début des années 1960, qui a fondé en 1960 la société Scantlin Electronics, fabricante du Quotron, un boitier permettant d'enregistrer en temps réel les cours des actifs financiers sur des bandes magnétiques. 
Brillant ingénieur de la société Cal Tech, à Los Angeles, Jack Scantlin créé un système qui permet à tous les courtiers de connaître le prix de la dernière cotation sur une action alors que jusque-là, il n'était possible pour eux que de connaître le prix de la dernière transaction réalisée dans leur propre livre d'ordre, via la technologie Teleregister, mise au point dans les années 1930. Il repose sur une connexion téléphonique avec un ordinateur central, préfigurant les futurs usages de l'Internet.
Sa société, Scantlin Electronics, entre en Bourse avec succès dès 1960 et dispose de plus de 800 clients en 1962. Devenu millionnaire, il se fait construire en 1966 la « Scantlin House », par l'architecte Harry Gesner, avec un mur de pierre anciennes et une piscine à cheval sur l'intérieur et l'extérieur de la maison, qui servira de résidence à Los Angeles à l'architecte Richard Meier durant la construction du Getty Center.
Son invention arrive trois ans après la création en 1957 de deux nouveaux géants de l'informatique, Control Data Corporation et Digital Equipment Corporation, qui offrent des puissances et rapidité de calcul révolutionnant les architectures classiques des grands systèmes conçus par IBM.
En 1962, Michael Nelson, directeur de Reuters Economic Services se rend à New York, pour négocier avec Jack Scantlin les droits sur son invention hors des États-Unis, mais ne parvient pas à le convaincre et doit se retourner en 1964 vers son concurrent Ultronics Systems, pour créer le Reuters Ultronics Report.
En 1974, il devient président de Transaction Technology Incorporated (TTI), filiale de la banque Citicorp, qui lui demande de travailler sur les premiers projets de carte bancaire.